# Крајишки бисери
Фестивал крајишких пјесама „Крајишки бисери" је манифестација на којој се негује изворно народно стваралаштво Срба Крајишника, пре свега крајишки начин певања. Одржава се сваке године у Пландишту (Република Србија) и окупља Крајишнике из Србије и света са жељом да песмом и игром одрже животну нит са завичајем. Први фестивал „Крајишки бисери“ одржан је 3. маја 2003. године. Симбол фестивала чине личка капа „кићанка“ и тамбурица самица са четири жице. Организатор фестивала је Завичајно удружење Крајишника „Никола Тесла“.

Првих пет фестивала били су ревијалног карактера, а од шестог по реду, који је одржан 3. маја 2008. године, фестивал „Крајишки бисери“ прерастао је у такмичарски. Према пропозицијама, песме се изводе без музике или уз пратњу тамбурице самице или неког другог народног инструмента, обавезно у српској народној ношњи.